# Bedřich Blažek (kněz)
Bedřich Blažek (30. června 1928 Hradišťko u Kolína – 3. ledna 2017 Kolín) byl český římskokatolický kněz, varhaník, dirigent a hudební skladatel, od roku 2005 osobní arciděkan.

## Život
Narodil se v rodině malíře Bedřicha Blažka. Na kolínské hudební škole se naučil hře na klavír a u tamního ředitele kůru Václava Svobody studoval hudební teorii. Později vystudoval hru na varhany na pražské konzervatoři. Pro Kolínskou filharmonii napsal dvouvětou suitu Ze starého Kolína, která byla poprvé provedena v roce 1957. Od roku 1966 působil jako dirigent v Horáckém divadle Jihlava, pro jehož divadelní představení často skládal hudbu, ale spolupracoval také s kolínským divadlem. V Jihlavě rovněž vedl dixielandovou kapelu.
Byl tajně vysvěcen na kněze v 70. letech v rámci „podzemní církve“. Aby mohl začít po r. 1989 veřejně působit, přijal z rukou pražského arcibiskupa Miloslava Vlka 24. dubna 1992 v Praze kněžské svěcení „sub conditione“ a stal se farním vikářem v Kolíně, odkud od roku 1993 spravoval excurrendo farnosti Křečhoř, Lošany, Nová Ves I, Starý Kolín a do roku 1994 také Ohaře. V roce 1997 se stal administrátorem ve Veltrubech, odkud pocházel jeho otec, přičemž zůstal i nadále administrátorem excurrendo uvedených čtyř farností. K 1. lednu 2005 byl jmenován osobním arciděkanem a ustanoven farním vikářem v Kolíně, kde od roku 2011 působil jako výpomocný duchovní.